# هاميلتون روان غامبل
هاميلتون روان غامبل (بالإنجليزية: Hamilton Rowan Gamble) هو قاضي ومحامي أمريكي، ولد في 29 نوفمبر 1798 في وينشستر في الولايات المتحدة، وتوفي في 31 يناير 1864.